# Мюллер-Танневиц, Анна
Анна Мюллер-Танневиц, урожд. Танневиц (18 августа 1899 год в Иммекеппеле — 1988 год в Бад-Урахе) — немецкая молодёжная писательница приключенческих романов и детско-юношеской литературы. Её самая известная работа (и единственная, переведённая на русский язык) — её дебют, роман для юношества «Blauvogel — Wahlsohn der Irokesen (Синяя Птица. — Избранный сын ирокезов)», в котором рассказана история девятилетнего белого мальчика, похищенного индейцами у колонистов во время французско-индейской войны (Северная Америка, XVIII век), росшего среди них, и воспитанного в качестве приемного сына. Он признает истину белых поселенцев и истину индейцев, но после принудительного возвращения в его «белую семью», уже не может вернуться в свой прежний мир… Книга послужила в качестве основы для сценария к художественному фильму 1979 года «Blauvogel» киностудии DEFA, который также выходил в прокат в СССР под названием «Союз племени ирокезов» и сериала ZDF 1994 года.

## Жизнь
Анна Танневиц родилась в Рейнской области в 1899 году; в её школьные годы семья переехала в Берлин. После окончания средней школы они начала изучать медицину в Гейдельберге, но вскоре оставила обучение. Сначала она работала библиотекарем в прусском государственном парламенте, позже — в национальной системе образования в Берлине, занималась созданием молодёжных библиотек. Писательница предприняла несколько поездок в США, где в частности познакомилась с культурой и историей индейцев. В 1936 году она вышла замуж за учёного, специалиста по изучению истории и быта североамериканских индейцев Вернера Мюллера (1907—1990). Во время Второй мировой войны — её муж был призван в армию в 1939 году — она изучала историю литературы, этнологию и газетную журналистику: хотела писать «индейские истории» для юных читателей на научно-обоснованных данных.
Писать книги для детей Анна Мюллер начала в 1945 г. Её первая книга, повесть «Das Indianermädchen Pocahontas» (Покахонтас) была опубликована в 1948 году. Работу над первым романом Blauvogel, она начала уже в военное время вышедшую в 1949 году (но датированную 1950 годом). За этот роман она получила в 1950 году первую премию на конкурсе Министерства народного образования ГДР за создание новой литературы для молодежи. Позднее было написано ещё более 10 романов.
В 1953 г. пара переехала в Тюбинген, где Вернер Мюллер стал библиотекарем университетской библиотеки, а в 1982 г. — в Бад-Урах . Там она рассталась с мужем. Последние месяцы она провела в психиатрическом доме для престарелых в Цвифальтене.
Хотя она издала «Синию птицу» под псевдонимом Анна Юрген, свои другие работы (в их числе — большинство книг для молодых людей и о молодых людях, чья история описана в среде индейцев) опубликованы автором под реальным именем. Также она использовала псевдоним Стайн Хольм.

## Работы (подборка)
- Das Indianermädchen Pocahontas. Felguth, Berlin 1948.
- Blauvogel. Wahlsohn der Irokesen. Verlag Neues Leben, Berlin/DDR 1950. Anna Jürgen / Анна Юрген «Георг — Синяя Птица. Приемный сын ирокезов», издано «Детгиз», Ленинград (1962), пер. А. Ломана, А. Кобзевой
- Kleine Sonne Schonela. Eine Mädchengeschichte aus dem alten Louisiana. Thienemann, Stuttgart 1954.
- Die weißen Kundschafter. Die Entdeckung der Indianer Virginiens. Franckh-Kosmos, Stuttgart 1955. (UT auch: Die Kolonisation Nord-Karolinas.)
- Die rote Lady. Thienemann, Stuttgart 1958.
- Marys neue Schwestern, mit Illustrationen von Karlheinz Gross. Thienemann, Stuttgart 1964.
  - Neuauflage: mit Bildern von Ingeborg Haun. Loewe Verlag, Bayreuth 1980, ISBN 3-522-10510-9
- Kleiner Bär und Prärieblume, mit Illustrationen von Karlheinz Gross. Thienemann, Stuttgart 1965.
- Tochter der Prärie. Die Geschichte eines tapferen Indianermädchens. Arena, Würzburg 1970.
- Das neugierige Stinktier und andere Erzählungen. Loewe, Bayreuth 1970.
- Avija das Mädchen aus Grönland. Thienemann, Stuttgart 1971.
- Akis Wunschring. Loewe, Bayreuth 1973.
- Ogla und ihr Pony. Arena, Würzburg 1976.
- Leselöwen Hasengeschichten. Loewe, Bayreuth 1977.